# Alex Ducas
Alexander Ducas, né le  11 décembre 2000 à Geraldton en Australie, est un joueur australien de basket-ball évoluant au poste d'ailier.

## Biographie

### Carrière universitaire
Entre 2019 et 2024, il joue pour les Gaels de Saint Mary.

### Carrière professionnelle
En juillet 2024, il s'engage avec le Thunder d'Oklahoma City via un contrat two-way.

## Palmarès et distinctions individuelles

### Professionnel
- Champion NBA en 2025 avec le Thunder d'Oklahoma City.

### Universitaire
- Second-team All-WCC (2022, 2024)

## Statistiques

### Universitaires
| Saison    | Équipe     | Matchs | Titul. | Min./m | % Tir | % 3pts | % LF | Rbds/m. | Pass/m. | Int/m. | Ctr/m. | Pts/m. |
| --------- | ---------- | ------ | ------ | ------ | ----- | ------ | ---- | ------- | ------- | ------ | ------ | ------ |
| 2019-2020 | Saint Mary | 33     | 11     | 15.1   | .478  | .414   | .750 | 2.2     | 0.4     | 0.3    | 0.0    | 3.6    |
| 2020-2021 | Saint Mary | 14     | 9      | 22.0   | .413  | .328   | .842 | 4.4     | 0.5     | 0.5    | 0.1    | 7.9    |
| 2021-2022 | Saint Mary | 34     | 34     | 29.8   | .409  | .387   | .820 | 3.7     | 0.9     | 0.9    | 0.2    | 10.3   |
| 2022-2023 | Saint Mary | 35     | 35     | 31.3   | .433  | .414   | .868 | 4.3     | 1.0     | 0.9    | 0.4    | 12.5   |
| 2023-2024 | Saint Mary | 34     | 34     | 28.1   | .453  | .438   | .774 | 5.6     | 1.9     | 0.7    | 0.2    | 9.9    |
| Carrière  | Carrière   | 150    | 123    | 25.8   | .433  | .406   | .828 | 4.0     | 1.0     | 0.7    | .2     | 9.0    |